# Борис Стамболиев
Борис Христов Стамболиев е български комунистически активист от Македония.

## Биография
Борис Стамболиев е роден на 20 януари 1913 година в град Дойран, тогава в Османската империя. По професия е счетоводител. През 1932 година в Бургаската търговска гимназия участва в марксистко-ленински кръжок. Активист е на Бургаското македонско благотворително братство и е избиран в ръководството му. В 1935 година е осъден на 5 години затвор като член на Окръжния комитет на ВМРО (обединена). Член на Българския комунистически младежки съюз от 1933, а от 1938 година на БКП. Излежава присъдата си до 1937 година в Бургаския, Пловдивския, Хасковския и Сливенския затвор.
След Деветосептемврийския преврат от 1944 година завежда физкултурния отдел при Областния комитет на БРП (к) в Бургас, инспектор в държавен контрол.
Умира на 26 юли 1974 година в Бургас.